# PVT (groupe)
Pour les articles homonymes, voir Pivot.
PVT (anciennement Pivot) est un groupe australien de musique expérimentale, originaire de Sydney. Signé sur Warp Records, leur style musical est un mélange de musique électronique et de math rock.

## Biographie
Pivot est un trio dont les membres viennent de Londres, au Royaume-Uni, Perth et Sydney, en Australie. À l'origine, le groupe était composé de cinq membres, basé à Sydney et ne jouait que de la musique improvisée. Il est formé en 1999 par les deux frères Richard Pike et Laurence Pike assistés par le pianiste Adrian Klumpes, le bassiste Neal Sutherland et le DJ Dave Bowman. Le groupe passe les quatre premières années à travailler sur leur premier album, avec le guitariste Richard Pike dans le rôle du producteur.
Pivot sort leur premier album, Make Me Love You, en août 2005. Il est apprécié et soutenu par plusieurs radios alternatives et nommé pour un J Award par la fameuse radio australienne Triple J. À la fin 2005, le groupe intègre le musicien d'électronica de Perth (et à présent Londres) Dave Miller, en excluant les trois autres musiciens d'origine.
En 2008, Pivot signe sur le label britannique de musique électronique Warp Records. Leur premier EP, In the Blood, sort le 18 mai de cette même année au Royaume-Uni et en Europe, et le 24 mai en Australie en formats vinyle et numérique. Le clip est réalisé par Alexander Orlando Smith, qui a aussi travaillé pour Coldplay ou encore Futureheads. Leur première sortie internationale et deuxième album, O Soundtrack My Heart, sort le 9 août 2008 en Australie, et le 18 août au Royaume-Uni et en Europe. Il est enregistré aux BJB Studios Sydney avec Scott Horscroft, et mixé par John McEntire (Tortoise/The Sea and Cake) au Soma Electronic Music Studios à Chicago (Illinois, États-Unis).
Pivot ont tourné dans cinq villes australiennes fin janvier et début février 2009 dans le cadre du festival St Jerome's Laneway Festival.
Le 25 juillet 2010, leur troisième album studio A Church With No Magic paraît sur l'Apple Store australien. Le 10 août 2010, l'album est disponible dans le monde entier. Le groupe change aussi de nom la même année, enlevant les voyelles et devenant ainsi PVT à cause d'un conflit avec un autre groupe portant le même nom. Cet album est bien reçu par la critique, PVT commence alors une tournée mondiale.
En 2016, Laurence Pike remporte le National Live Music Award dans la catégorie « batteur live de l'année ».

## Membres
- Richard Pike - guitare, basse, claviers, production
- Laurence Pike - batterie, claviers, percussions
- Dave Miller - programmation, production

Laurence Pike était aussi le membre fondateur du groupe Triosk, sur le Leaf Label, à présent séparés ; il a de plus enregistré et joué avec Savath and Savalas, Prefuse 73, Qua, Bill Callahan, Jack Ladder, Flanger et le vétéran du jazz Mike Nock. Enfin, il a enregistré un solo de batterie de 9 minutes pour un maxi vinyle de 10 pouces, appelé Drums For Fun And Fitness, pour le label berlinois Monika, sous le nom de Laurenz Pike.
Richard Pike a enregistré et tourné avec Flanger à la voix et à la guitare. Il a aussi produit deux enregistrements de Triosk.
Dave Miller et Laurence Pike ont un projet appelé Roam the Hello Clouds, signé sur ~scape. Dave Miller a sorti plusieurs enregistrements en solo sur le label allemand Background Records et d'autres.